# Charles Henry Somerset
Charles Henry Somerset (ur. 2 grudnia 1767, zm. 18 lutego 1831) – brytyjski arystokrata, polityk i urzędnik kolonialny, młodszy syn Henry’ego Somerseta, 5. księcia Beaufort, i Elizabeth Boscawen, córki admirała Edwarda Boscawena.

## Życiorys
W 1796 r. zasiadł w Izbie Gmin jako reprezentant okręgu Scarborough. Od 1802 do 1813 r. reprezentował okręg wyborczy Monmouth Boroughs. 26 kwietnia 1797 r. został członkiem Tajnej Rady. W latach 1797–1804 był Kontrolerem Dworu Królewskiego. W latach 1804–1806 i 1807–1813 był płacmistrzem armii. W 1814 r. został gubernatorem Kolonii Przylądkowej.
Administracja Somerseta nie cieszyła się sympatią kolonistów oraz tubylczej ludności. W 1826 r. Somerset powrócił do Anglii, a wysłana z kraju komisja stwierdziła liczne nieprawidłowości w administracji kolonii i aresztowała wielu współpracowników byłego gubernatora za nieprawidłowości finansowe. Somerset zmarł w 1831 r.

## Życie prywatne
Był dwukrotnie żonaty. Po raz pierwszy ożenił się w czerwcu 1788 r. z Elizabeth Courtenay (ok. 1773–1815), córką Williama Courtenaya, 2. wicehrabiego Courtenay of Powderham Castle, i Frances Clark, córki Thomasa Clarka. Charles i Elizabeth mieli razem dwóch synów:
- generał-porucznik Henry Somerset (1794–1862), kawaler Krzyża Komandorskiego Orderu Łaźni, pułkownik 25 pułku pieszego, naczelny dowódca wojsk w Bombaju, ożenił się z Frances Heathcote, miał dzieci
- Villiers Henry Plantagenet Somerset (1803–1855), ożenił się z Frances Ley, miał dzieci

9 sierpnia 1821 r. poślubił lady Mary Poulett (1788–1860), córkę Johna Pouletta, 4. hrabiego Poulett, i Sophii Pocock, córki admirała sir Charlesa Pococka. Charles i Mary mieli razem syna i dwie córki:
- Maria Sophia Somerset (zm. 1869)
- Augusta Anne Somerset (zm. 1881), żona sir Henry’ego Barrona, 1. baroneta, nie miała dzieci
- pułkownik Poulett George Henry Somerset (1822–1875), pułkownik Coldstream Guards, kawaler Orderu Łaźni, deputowany do Izby Gmin z okręgu Monmouthshire, ożenił się z Barbarą Mytton i Emily Moore, miał dzieci

Postać Somerseta pojawia się w serialu Zulus Czaka z 1987 r. W jego rolę wcielił się Trevor Howard.